# Panjisari
Panjisari is een bestuurslaag in het regentschap Centraal-Lombok van de provincie West-Nusa Tenggara, Indonesië. Panjisari telt 3111 inwoners (volkstelling 2010).